# Bad Brückenau
Bad Brückenau è una città tedesca di 7 154 abitanti, situata nel land della Baviera.
È bagnata dalle acque del fiume Sinn.